# Blattartiger Zitterling
Der Blattartige oder Rotbraune Zitterling (Phaeotremella foliacea, syn. Tremella foliacea, Tremella neofoliacea, Cryptococcus skinneri) ist eine Pilzart aus der Familie Phaeotremellaceae. Er wächst ausschließlich an abgestorbenem Nadelholz, insbesondere Fichte (Picea) und parasitiert dort am Blutenden Nadelholz-Schichtpilz (Stereum sanguinolentum).

## Merkmale

### Makroskopische Merkmale
Ein Fruchtkörperbüschel kann einen Durchmesser von bis zu 12 cm und eine Höhe von 6 cm erreichen. Es entspringt einer faltigen Ansatzstelle und besteht aus wellig verbogenen, abgerundeten und manchmal tütenartig eingerollten Lappen. Die Konsistenz des bräunlichen Fleisches ist zäh-gallertig. Bei feuchter Witterung sind die aufgequollenen, elastischen Gebilde rot- bis fleischbraun, seltener ockergelblich oder blasser gefärbt. Im Alter werden sie fast schwarzbraun. Bei Trockenheit schrumpfen die Fruchtkörper stark zu einer hornartigen, braunen Masse zusammen. Die sporenbildende Fruchtschicht überzieht im Gegensatz zu den Drüslingen die gesamte Oberfläche.

### Mikroskopische Merkmale
Die Basidien sind vierzellig und dementsprechend viersporig, längs bis etwas schräg septiert, eiförmig bis subglobos, etwas dickwandig und messen 12–18 × 10–14 μm. Meistens sind die Epibasidien 20 bis 30, maximal 50 µm lang und 2–4 µm dick. An der Spitze sind die Basidien nicht oder nur schwach bis auf 5 µm erweitert. Die Hyphen im Subhymenium sind querverbunden. Die Sporen sind glatt, dünn- bis etwas dickwandig und zunächst farblos-hyalin, werden aber im Laufe des Ausreifens bräunlich. Sie sind subglobos bis breit ellipsoid und messen 5,3–9,1(−10.2) × 4,7–8,5 (−9.5) µm, das Verhältnis aus Länge und Breite liegt im Durchschnitt bei 1,16. Die Sporen bilden Keimschläuche oder durch Knospung meist annähernd runde Sekundärsporen aus. In den basalen Lappen der Fruchtkörper treten häufig auffällige, angeschwollene, breit ellipsoide bis subglobose, bis 25 µm im Durchmesser große Zellen auf, die dünn- bis sehr dickwandig sind und ellipsoide bis subglobose Konidien bilden. Diese asexuellen Sporen messen 4–10 × 3–7 μm. Die glatten, farblosen Hyphen messen 2–4(-6) µm im Durchmesser und können im Subhymenium bis zu 10 µm dick werden. Sie sind meist dickwandig, gallertartig, können aber in jungen Stadien gelegentlich dünnwandig sein. Haustorien treten selten auf und besitzen Schnallen.

## Ökologie und Verbreitung
Der Blattartige Zitterling wächst nur an Nadelholz und erzeugt in dessen Inneren durch den Abbau von Zellulose, Hemizellulose und des Holzstoffs Lignin eine Weißfäule.  Darüber hinaus parasitiert er den Blutenden Nadelholz-Schichtpilz (Stereum sanguinolentum). Die Art kann ganzjährig gefunden werden, in den heißen Sommermonaten geht die Zahl der Funde zurück.
Frühere Angaben zur Verbreitung und Ökologie des Blattartigen Zitterlings beziehen sich auf das gesamte Artenaggregat rund um Phaeotremella foliacea und sind daher nicht auf diese Art übertragbar. Alle Angaben aus Laubwaldgesellschaften sind fragwürdig bzw. kritisch zu überprüfen und nur dann glaubwürdig, wenn sie entsprechend an Nadelholz auftraten. Funde an Laubholz sind zu revidieren.

## Artabgrenzung

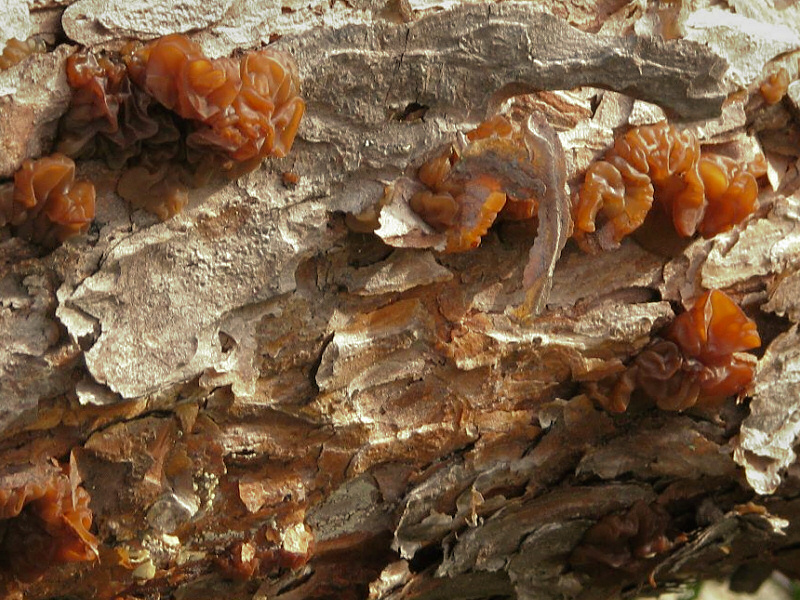
Der ähnliche Kandisbraune Drüsling (Exidia saccharina) wächst nur an Nadelholz und besitzt auf der Oberfläche feine Drüsenwärzchen.

Die Gattung Phaeotremella enthält einige Arten, die makroskopisch dem Blattartigen Zitterling sehr ähneln und früher nicht von diesem unterschieden wurden.

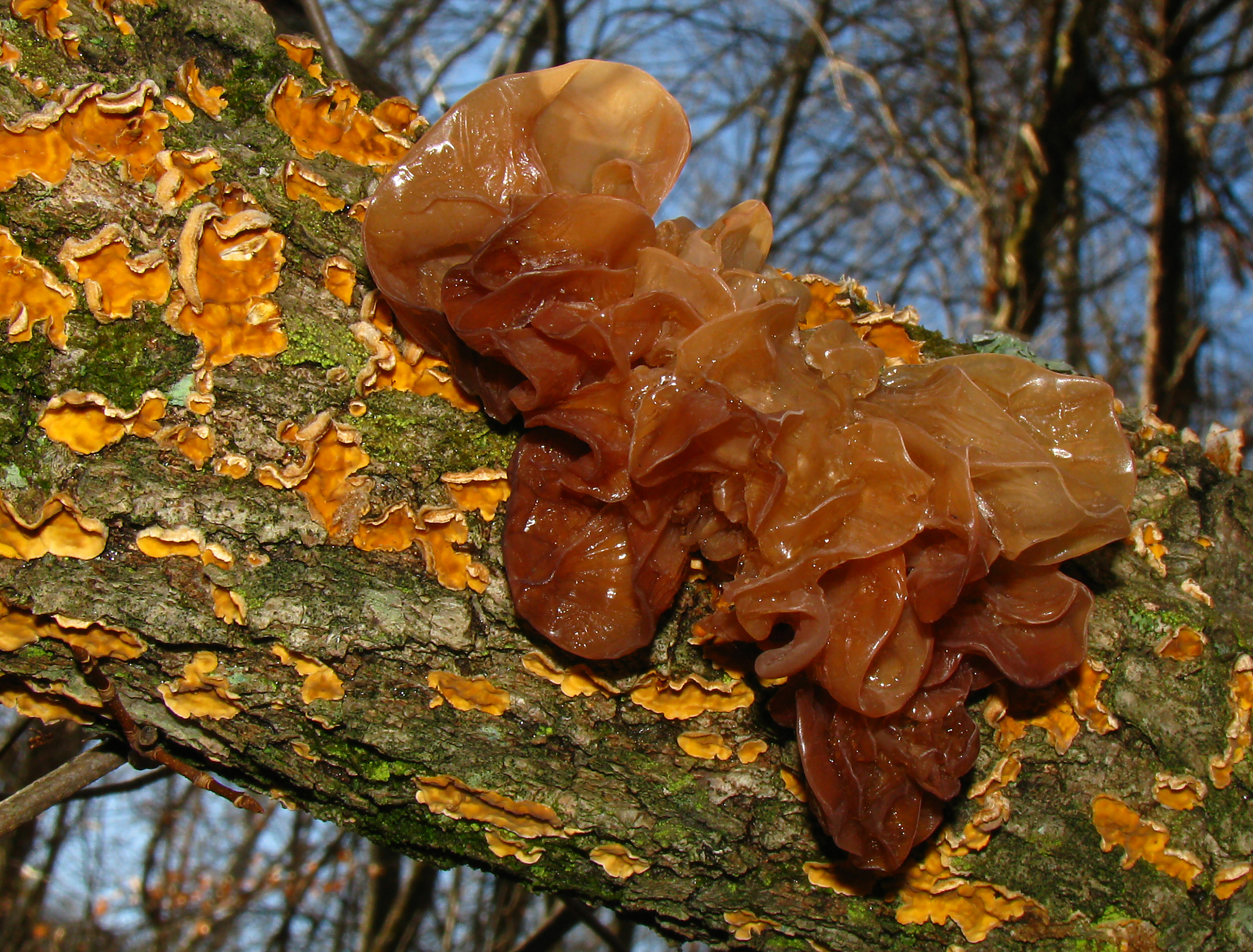
Phaeotremella frondosa, ein Doppelgänger des Blattartigen Zitterlings, wächst an Laubholz und parasitiert Schichtpilze (Stereum).

Phaeotremella fuscosuccinea ist die einzige Art der Gattung, die ebenfalls auf Nadelholz wächst und auf dem Blutenden Nadelholz-Schichtpilz parasitiert. Phaeotremella fuscosuccinea ist bislang nur aus Taiwan und dem östlichsten Bereichen Russlands bekannt. Diese Art unterscheidet sich vom Blattartigen Zitterling durch braune Fruchtkörper, die an den Lappenrändern heller, rosa-ockerlich gefärbt sind, während Fruchtkörper des Blattartige Zitterling einheitlich braun sind und zum Rand hin nicht auffallend heller werden. Zudem sind die Sporen von Phaeotremella fuscosuccinea deutlicher ellipsoid, was sich im durchschnittlich größeren Länge-Breite-Quotienten ausdrückt. Er beträgt im Schnitt um 1,3.
Alle weiteren Arten der Gattung Phaeotremella kommen nur an Laubholz vor und parasitieren an anderen Wirten. Häufig und weit verbreitet ist Phaeotremella frondosa, die an diversen Laubhölzern am Rötenden Runzel-Schichtpilz (Stereum rugosum) und dem Striegeligen Schichtpilz (Stereum hirsutum) parasitiert. Typischerweise zeigt sie hell kandisbraune Fruchtkörper, die in der Regel nicht schwärzen, während Phaeotremella fimbriata, welche nur an Erle (Alnus) wächst und hier aber ebenfalls am Rötenden Runzel-Schichtpilz parasitiert, im Alter komplett schwarz verfärbt. Selten kann jedoch auch Phaeotremella frondosa schwärzen. Ihre Sporengrößen unterscheiden sich meist, aber nicht immer, da auch hier die Merkmale überlappen. Funde an Erle am Rötenden Runzel-Schichtpilz sind daher ohne Sequenzierung nur bestimmbar, wenn sich die Sporenmaße der aufgesammelten Kollektion nicht im Überlappungsbereich beider Arten befinden. Es gibt aber noch weitere, schwärzende Phaeotremella-Arten an Laubholz.
Eine Verwechslung ist auch mit dem Kandisbraunen Drüsling (Exidia saccharina) möglich. Der Pilz bildet jedoch kleinere Fruchtkörper und die Oberfläche ist mit feinen Drüsenwärzchen besetzt. Auch er wächst ausschließlich an Nadelholz, parasitiert aber nicht an Schichtpilzen. Da der Blattartige Zitterling jedoch nicht unbedingt den Fruchtkörpern seines Wirts aufsitzt, ist der Parasitismus meist nicht ohne weiteres erkennbar. Mikroskopisch kann der Kandisbraune Drüsling leicht durch die zylindrischen, gekrümmten Sporen identifiziert werden.
Eine weitere Art mit ähnlichem Aussehen ist der Buchen-Schlauchzitterling oder Trugzitterpilz (Ascotremella faginea), der an abgestorbenen Stämmen und Ästen der Buche und anderen Laubgehölzen wächst und daher schon aufgrund des Suibstrats nicht mit dem Blattartigen Zitterling verwechselt werden kann. Im Gegensatz zum Blattartigen Zitterling ist der Fruchtkörper zudem gekröseartig oder hirnartig gewunden und nicht gelappt. Mit Hilfe des Mikroskops kann er leicht bestimmt werden, weil seine Sporen in Schläuchen statt an längs geteilten Ständern heranreifen.

## Taxonomie und Phylogenie
Christian Hendrik Persoon beschrieb Tremella foliacea im Jahre 1799 (pub. 1800 in Observationes mycologicae 2). 1822 veröffentlichte Elias Magnus Fries eine Beschreibung in seinem sanktionierenden Werk Systema Mycologia 2.
Chen (1998) erkannte, dass es sich bei dem Blattartigen Zitterling im weiten Sinn um eine Sammelart handelt und nannte die Artengruppe foliacea-Klade. Diese Klade umfasst Arten mit bräunlichen bis rötlich-braunen, auffällig blattartigen Fruchtkörpern, einem fest strukturierten, stark querverbundenen Hymenium und Subhymenium, fehlenden Hyphidien in der Fruchtschicht und einer in der Natur oft nicht sichtbaren Wirtsbindung.
Spätere genetische Studien zeigen, dass die Gattung Phaeotremella neben Arten mit kräftigen Fruchtkörpern auch die eher unauffälligen Arten rund um den Schmalsporigen Mehlscheiben-Zitterling (Phaeotremella mycophaga) umfasst, die den Wirtsfruchtkörpern immer aufsitzen und so die Wirtsbindung klar zeigen. Innerhalb der Ordnung der Zitterlingsartigen im engen Sinn (Tremellales s. str.) steht die Gattung Phaeotremella sehr basal und bildet zusammen mit Gelidatrema spencermartinsiae die Schwestergruppe zu den mittlerweile 10 weiteren Familien innerhalb dieser Ordnung. Aus diesem Grund wurde die Familie der Phaeotremellaceae beschrieben.

## Bedeutung
Frische, überbrühte Fruchtkörper des Blattartigen Zitterlings können zu Salaten und Suppen verarbeitet werden. Allerdings haben sie nur wenig Eigengeschmack.